# Struttura iperboloide

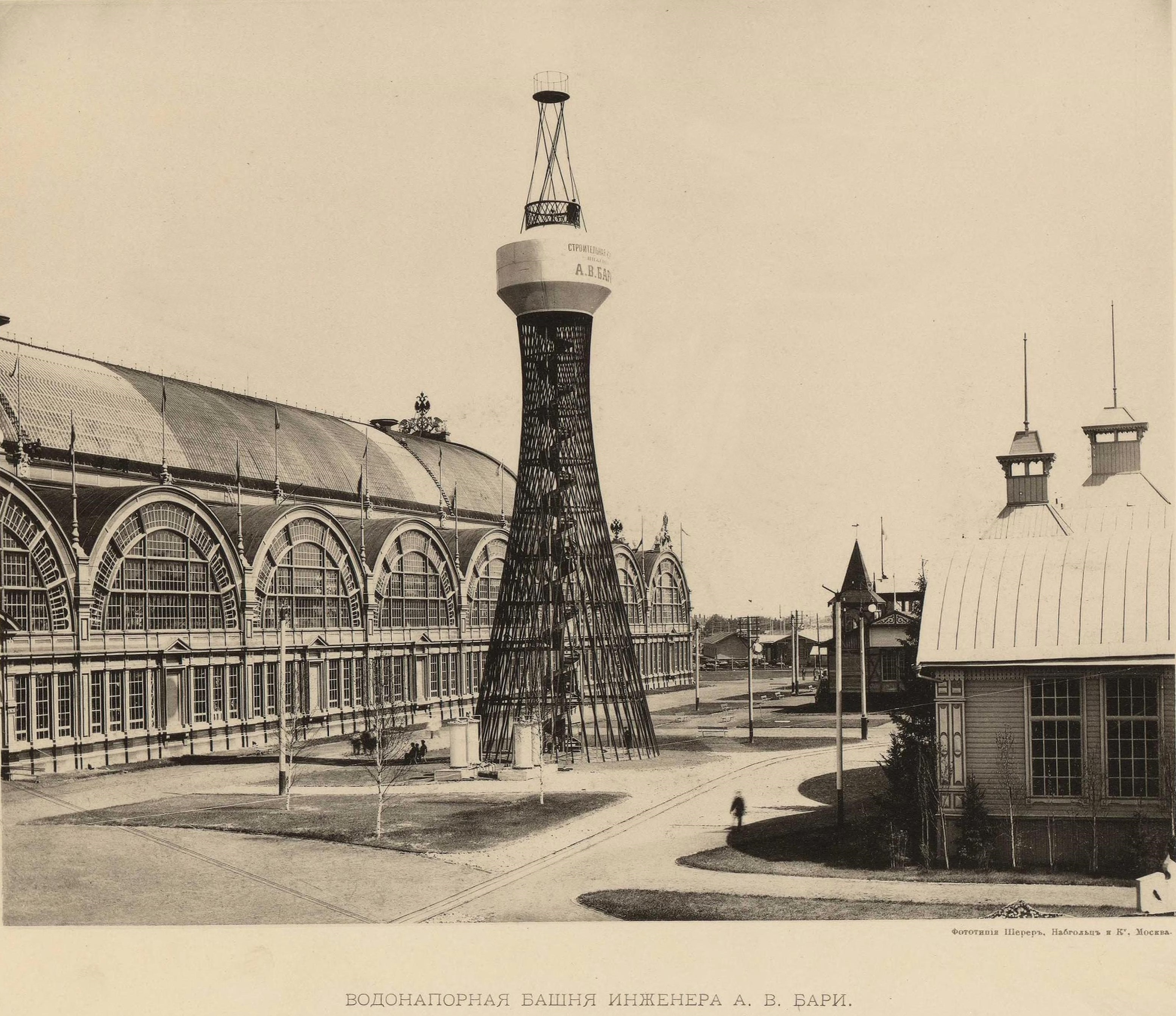
La prima struttura iperboloide del mondo, a Nižnij Novgorod, Russia, 1896

Le strutture iperboloidi sono strutture architettoniche disegnate con una geometria iperbolica. Spesso si tratta di strutture alte, ad esempio torri, dove la geometria conferisce la forza necessaria per tenere sospeso un oggetto dal terreno, anche se è frequente che la forma scelta sia a fini decorativi, più che per fini strutturali.
La prima struttura iperboloide del mondo fu costruita dall'ingegnere e scienziato russo Vladimir Šuchov (1853-1939) per un'esposizione russa del 1896. La prima torre iperbolica è una torre di acciaio situata a Polibino, nella regione di Lipeck.
Strutture iperboloidi furono costruite in seguito da molti architetti famosi, tra cui Antoni Gaudí, Le Corbusier, Adalberto Libera, Oscar Niemeyer.
Antoni Gaudí e Šuchov portarono avanti i loro esperimenti quasi simultaneamente, negli anni 1880-1895. In particolare, Gaudí si dedicò allo studio di elementi a forma di paraboloide iperbolico (hypar) e di iperboloide di rivoluzione nella Sagrada Família (1910).
In seguito, l'ingegnere spagnolo Eduardo Torroja disegnò, ad esempio, l'ippodromo della Zarzuela con una forma di questo tipo.

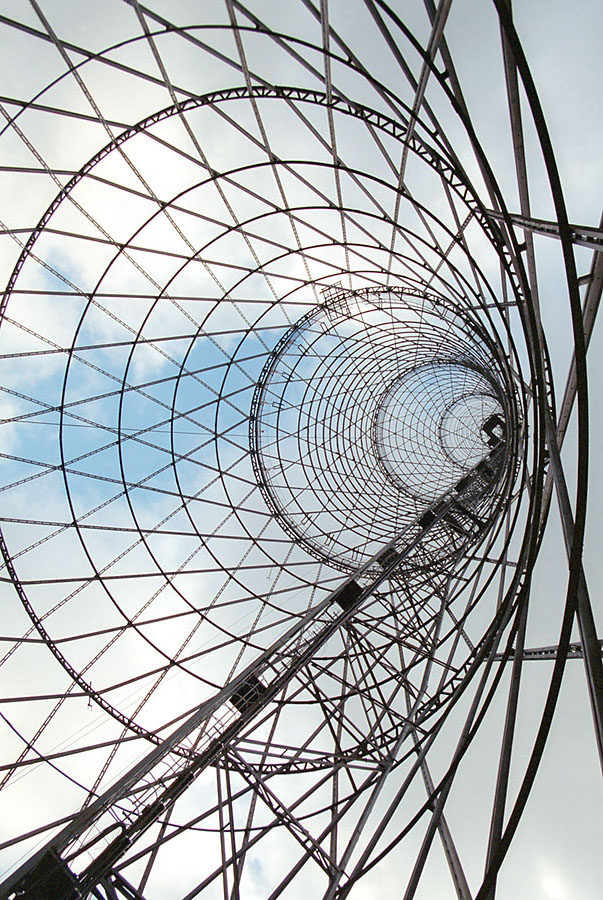
La Torre Šuchov, Mosca
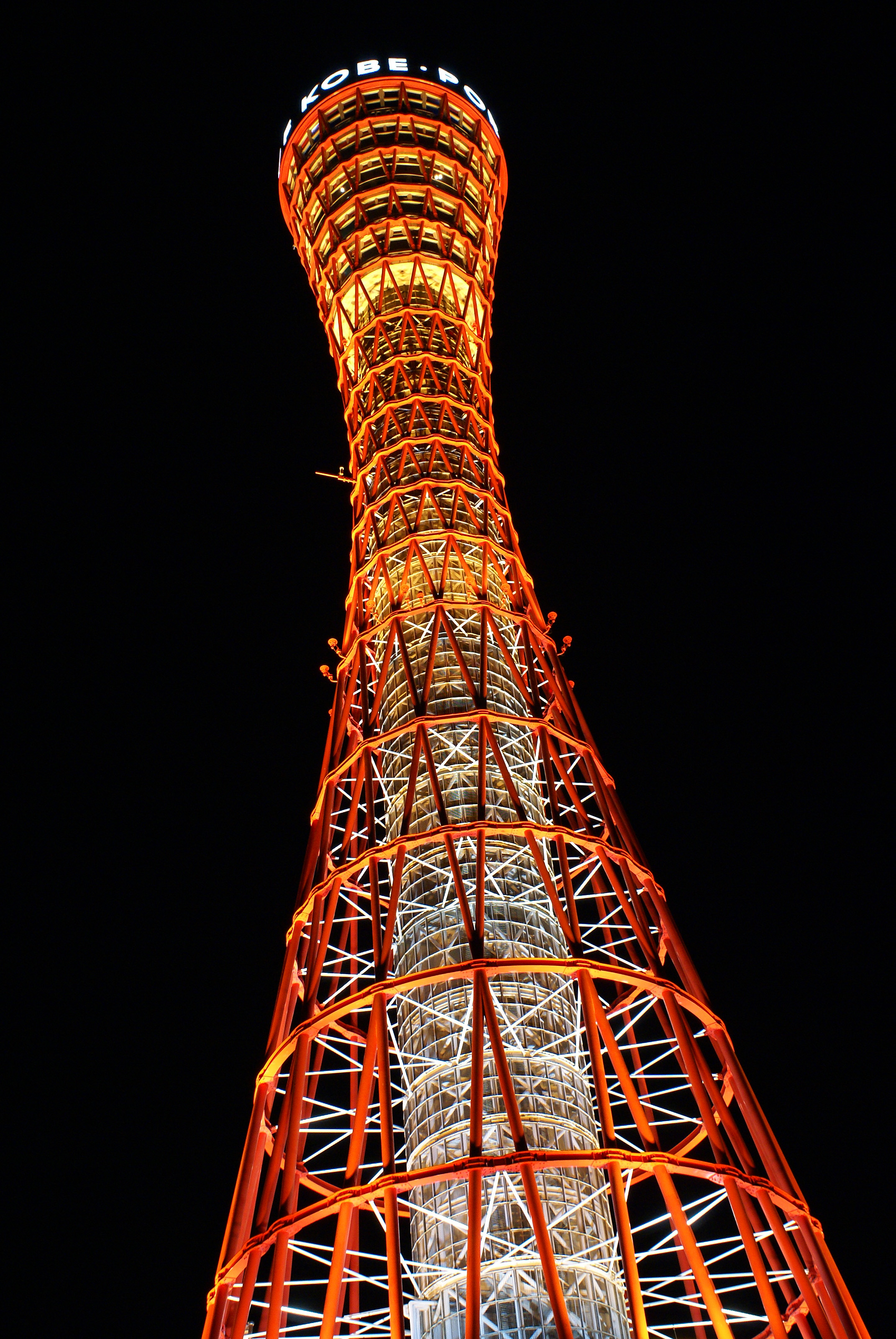
Vista notturna della torre iperboloide di Kōbe, Giappone
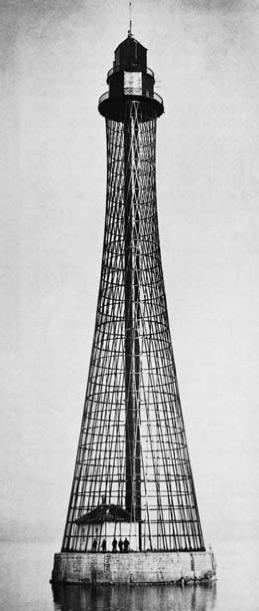
Faro Adziogol, Cherson, Ucraina, 1911
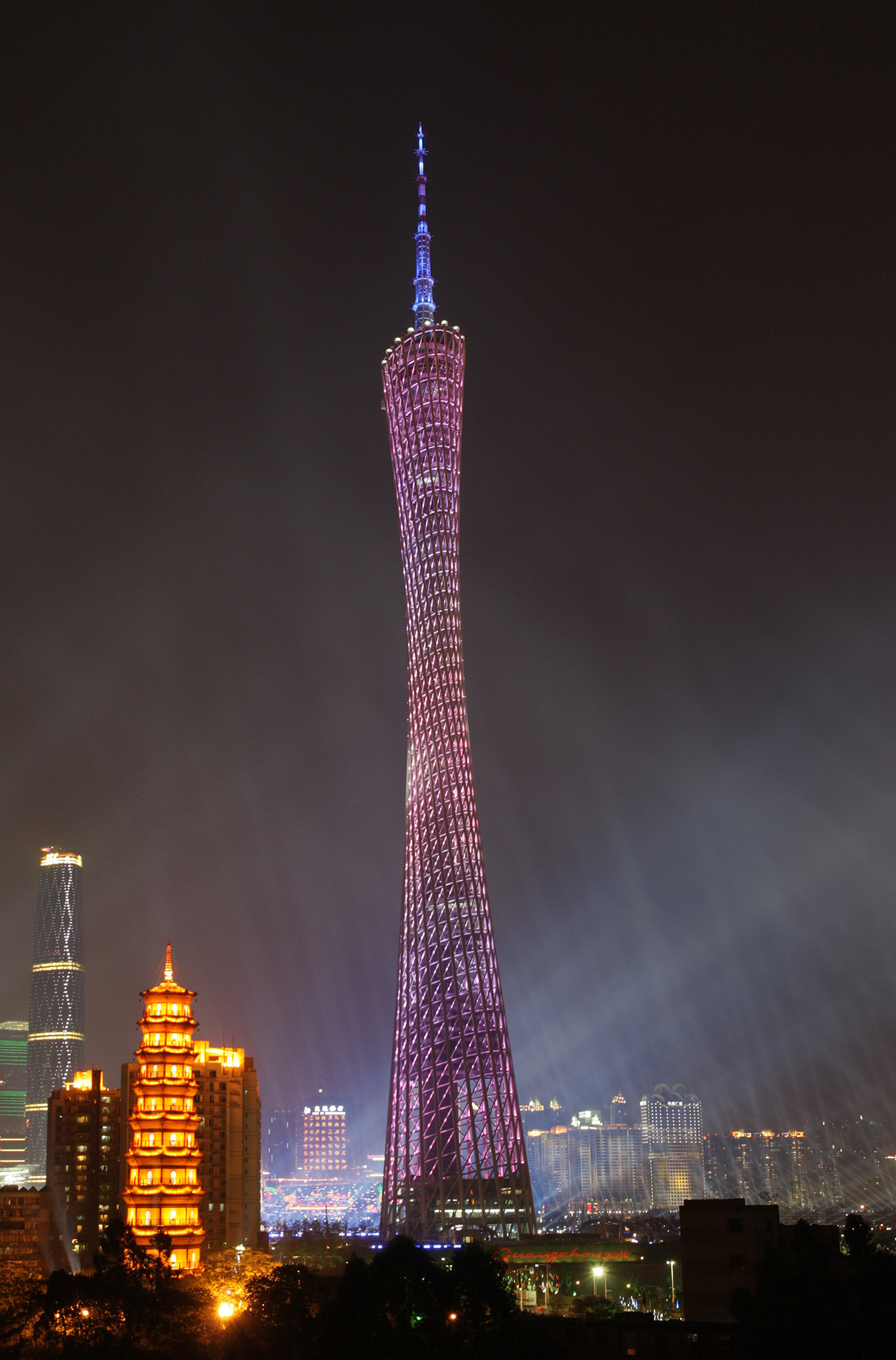
La Canton Tower, in Cina